# Tiziano Crotti
Tiziano Crotti (Lazise, 15 gennaio 1956) è un tecnico del suono italiano, vincitore di un David di Donatello per il miglior suono.

## Filmografia
- Ecco noi per esempio..., regia di Sergio Corbucci (1977)
- Geppo il folle, regia di Adriano Celentano (1978)
- Piso pisello, regia di Peter Del Monte (1981)
- Innamorato pazzo, regia di Castellano e Pipolo (1981)
- Domani si balla!, regia di Maurizio Nichetti (1982)
- La traviata, regia di Franco Zeffirelli (1983)
- Sogno di una notte d'estate, regia di Gabriele Salvatores (1983)
- Notti e nebbie, regia di Marco Tullio Giordana (1984)
- Joan Lui - Ma un giorno nel paese arrivo io di lunedì, regia di Adriano Celentano (1985)
- Polsi sottili, regia di Giancarlo Soldi (1985)
- 45º parallelo, regia di Attilio Concari (1985)
- Sotto il ristorante cinese, regia di Bruno Bozzetto (1986)
- Ferrari F40, regia di Gianpaolo Tescari (1987)
- Kamikazen - Ultima notte a Milano, regia di Gabriele Salvatores (1988)
- I cammelli, regia di Giuseppe Bertolucci (1988)
- Marrakech Express, regia di Gabriele Salvatores (1989)
- Amori in corso, regia di Giuseppe Bertolucci (1989)
- 12 registi per 12 città, regia di Bernardo Bertolucci e Giuseppe Bertolucci (1989)
- Turné, regia di Gabriele Salvatores (1990)
- Il congedo del viaggiatore cerimonioso, regia di Giuseppe Bertolucci (1991)
- Mediterraneo, regia di Gabriele Salvatores (1991)
- Una vita in gioco 2, regia di Giuseppe Bertolucci (1992)
- Sabato italiano, regia di Luciano Manuzzi (1992)
- Gangsters, regia di Massimo Guglielmi (1992)
- Troppo sole, regia di Giuseppe Bertolucci (1994)
- Anime fiammeggianti, regia di Davide Ferrario (1994)
- I pavoni, regia di Luciano Manuzzi (1994)
- Il figlio di Zelig, regia di Davide Ferrario (1995)
- Palla di neve, regia di Maurizio Nichetti (1995)
- Pianese Nunzio, 14 anni a maggio, regia di Antonio Capuano (1996)
- Tutti giù per terra, regia di Davide Ferrario (1997)
- Polvere di Napoli, regia di Antonio Capuano (1998)
- Svitati, regia di Ezio Greggio (1999)
- Quello che le ragazze non dicono, regia di Carlo Vanzina (2000)
- Honolulu Baby, regia di Maurizio Nichetti (2001)
- La destinazione, regia di Piero Sanna (2003)
- Se devo essere sincera, regia di Davide Ferrario (2004)
- L'uomo perfetto, regia di Luca Lucini (2005)
- La cura del gorilla, regia di Carlo Arturo Sigon (2006)
- Un amore su misura, regia di Renato Pozzetto (2007)
- Amore, bugie & calcetto, regia di Luca Lucini (2008)
- Solo un padre, regia di Luca Lucini (2008)
- Occhio a quei due, regia di Carmine Elia (2009)
- Somewhere, regia di Sofia Coppola (2010)
- La peggior settimana della mia vita, regia di Alessandro Genovesi (2011)
- Il peggior Natale della mia vita, regia di Alessandro Genovesi (2012)
- Il ricco, il povero e il maggiordomo, regia di Aldo, Giovanni e Giacomo e Morgan Bertacca (2014)
- Naga the Eternal Yogi, regia di Krishna Agazzi, Filippo Gastaldi (2016)
- Fuga da Reuma Park, regia di Aldo, Giovanni e Giacomo e Morgan Bertacca (2016)
- Letter to My Mother, regia di Branislav Jankic (2017)
- Rasta Man Vibration, regia di Jordan Stone (2018)
- Dialogue with the Unseen, regia di Valerio Rocco Orlando (2019)
- Odio l'estate, regia di Aldo, Giovanni e Giacomo (2020)
- E noi come stronzi rimanemmo a guardare, regia di Pierfrancesco Diliberto (2020)
- L'invisibile quotidiano - Parma, regia di Silvio Wolf (2022)
- Essere e divenire - Parma, regia di Silvio Wolf (2024)
- Amiche mai, regia di Maurizio Nichetti (2025)

## Premi e riconoscimenti
- David di Donatello
  - 1990 - Nominato a Miglior suono per Turné
  - 1991 - Miglior suono per Mediterraneo
  - 1990 - Nominato a Miglior suono per Pianese Nunzio, 14 anni a maggio
- Ciak d'oro
  - 1988 - Nominato a Migliore sonoro per Kamikazen - Ultima notte a Milano
  - 1989 - Nominato a Migliore sonoro per I cammelli
  - 1991 - Nominato a Migliore sonoro per Mediterraneo
  - 1997 - Nominato a Migliore sonoro per Pianese Nunzio, 14 anni a maggio